# Nguyễn Xuân Phúc
Dans ce nom vietnamien, le nom de famille, Nguyễn, précède le nom personnel.
Nguyễn Xuân Phúc, né le 20 juillet 1954 dans la province de Quảng Nam, est un homme d'État vietnamien. Vice-Premier ministre de 2011 à 2016, il est Premier ministre de 2016 à 2021 puis président de l'État entre le 5 avril 2021 et le 17 janvier 2023.

## Biographie
Il étudie la gestion économique à l'université nationale d'économie de Hanoi de 1973 à 1978, après quoi il étudie la gestion administrative à l'Académie administrative nationale du Vietnam.
De 1978 à 1979, il travaille pour le conseil économique de Quảng Nam-Dà Nang. De 1980 à 1993, il a d'abord travaillé comme employé, avant de devenir chef adjoint du comité populaire de Quảng Nam — à Nẵng. Il a ensuite occupé divers postes, notamment celui de président de province, directeur des bureaux du gouvernement, avant de devenir vice-Premier ministre (2011-2016).
Il est élu Premier ministre le 7 avril 2016 avec 90 % des voix de l’Assemblée nationale. Le 5 avril 2021, il est élu président de l'État à l'unanimité des députés, puis réélu quelques mois plus tard, le 26 juillet 2021. Il prête serment le jour même. Âgé de 66 ans, il est crédité au cours de ses deux mandats de cinq ans au gouvernement d'une économie en forte croissance ainsi que d'une excellente gestion de la pandémie de Covid-19,,.
Courant janvier 2023, cependant, il devient la cible de la campagne anticorruption menée par Nguyễn Phú Trọng. Un scandale de corruption liée à des pots-de-vin versés par la société de distribution de tests de dépistage du Covid-19, Viet A Technologies, en échange de l'utilisation de ses tests à des prix surévalués conduit en effet à l'inculpation et au limogeage de centaines de hauts dirigeants, diplomates et policiers. Après le limogeage par l’Assemblée nationale de deux de ses vice-premiers ministres et trois de ses ministres, accompagnés d'importantes rumeurs quant à sa destitution imminente, le président Nguyễn Xuân Phúc finit par démissionner le 17 janvier. Malgré les rumeurs préexistantes, cet évènement provoque néanmoins la surprise dans un pays peu habitué à des changements politiques soudains, le régime communiste au pouvoir s'efforçant de donner une image de stabilité. La campagne anticorruption est ainsi perçue comme la conséquence de luttes intestines au sein du parti, sa démission relevant en partie de raisons politiques en vue de l'élection à la présidence d'un proche de Nguyễn Phú Trọng,,.
Il parle couramment l'anglais.